# Alfred Alessandrescu
Alfred Alessandrescu (Bucarest, 2 agosto 1893 – Bucarest, 18 febbraio 1959) è stato un direttore d'orchestra, pianista e compositore romeno.

## Biografia
Ha frequentato il Conservatorio di Bucarest e si è perfezionato alla Schola Cantorum di Parigi.
Il 20 dicembre 1915 ha debuttato come direttore d'orchestra presso la Filarmonica di Bucarest.
Dal 1926 al 1940 ha lavorato come direttore d'orchestra presso la Filarmonica, dal 1919 al 1945 come pianista di musica da camera, e dal 1921 al 1955 come direttore d'orchestra del Teatro dell'Opera rumena di Bucarest.
Dal 1932 al 1934, è stato professore di teoria e solfeggio e di armonia, presso il Conservatorio di Bucarest, mentre dal 1933 al 1955 ha lavorato come direttore artistico e direttore permanente della Bucarest Radio Symphony Orchestra.
Ha tenuto numerose trasmissioni radiofoniche, concerti, conferenze e convegni.
Ha diretto oltre 1500 tra opere, operette e balletti.